# Wladimir Issaakowitsch Zimmerling
Wladimir Issaakowitsch Zimmerling (russisch Владимир Исаакович Циммерлинг; * 28. August 1931 in Moskau; † 9. Juni 2017 ebenda) war ein sowjetisch-russischer Bildhauer.

## Leben
Zimmerlings Vater Issaak Nojewitsch Zimmerling (1890–1966) gründete 1930 das Institut für Buntmetalle und Gold in Krasnojarsk. In den 1940er Jahren kam Zimmerling in Kontakt mit der Familie des Philosophen Gustav Speth und dachte an eine akademische Karriere, worauf er dann verzichtete. Zimmerling besuchte ab 1948 die Moskauer Kunstmittelschule (Abschluss 1950 in der Bildhauerei-Klasse). Er studierte in Riga an der Akademie der Künste der Lettischen SSR mit Abschluss 1957 bei Teodors Zaļkalns. Seine Diplomarbeit war ein Porträt Sergei Rachmaninows. Zimmerling kehrte dann nach Moskau zurück.
Ab 1955 beteiligte sich Zimmerling an Ausstellungen. 1961 wurde er Mitglied der Union der Künstler der UdSSR und war in den 1970er und 1980er Jahren Mitglied der Kommission für Kunsterwerbstätigkeit. Von 1960 bis in die 1970er Jahre arbeitete er mit dem Bildhauer Dmitri Rjabitschew zusammen. 1987–1988 schuf Zimmerling die Porträt-Skulpturen der Dichter Nikolai Maiorow und Alexei Lebedew für die Stadt Iwanowo.
Zimmerling verfasste zwei Bücher, Aufsätze und Essays über Ethik und Ästhetik. Er gehörte zu den Pionieren der Analyse der Poetik Ossip Mandelstams.
Zimmerling starb am 9. Juni 2017 in Moskau und wurde auf dem Wwedenskoje-Friedhof begraben.